# バイオエアロゾル
バイオエアロゾル（英語: bioaerosol）は、大気中に浮遊する生物由来の粒子状物質の総称である。
花粉や胞子、真菌、細菌から、ウイルスや有機粉塵まで含む。生体のみならず、死体やそれらの破片も含まれる。
アレルギー疾患・感染症・食品の腐敗などの原因となる。雲粒の核となって気象に影響することがあるとみられている。